# Рыбаловка
Рыбаловка (укр. Рибалівка) — село,
Долинский сельский совет,
Токмакский район,
Запорожская область,
Украина.
Код КОАТУУ — 2325280805. Население по переписи 2001 года составляло 189 человек.

## Географическое положение
Село Рыбаловка находится на левом берегу реки Молочная,
выше по течению на расстоянии в 1,5 км расположено село Долина,
ниже по течению на расстоянии в 1 км расположено село Любимовка,
на противоположном берегу — село Старобогдановка (Михайловский район).
Река в этом месте извилистая, образует лиманы, старицы и заболоченные озёра.
Через село проходит автомобильная дорога Т-0401,
рядом проходит железная дорога, станция Светлодолинская в 4-х км.

## История
- 1804 год — дата основания как село Фишау (Fischau).
- До 1871 года Фишау входило в Молочанский меннонитский округ Бердянского уезда.[2]
- В 1945 году переименовано в село Рыбаловка[3].